# Nekrolog 1957
Nekrolog
◄◄
| ◄
| 1953
| 1954
| 1955
| 1956
| 1957 | 1958 | 1959 | 1960 | 1961 | ► | ►►
1. Quartal |
2. Quartal |
3. Quartal |
4. Quartal 
Weitere Ereignisse | Allgemeiner Nekrolog 1957
Die Beschreibung der verstorbenen Person sollte so kurz wie möglich gehalten sein und nur deren signifikante Tätigkeit(en) enthalten.
Neue Namen ggf. auch unter dem Geburts- und Sterbedatum, also etwa unter 1. Januar und im Geburts- und Sterbejahr (2024) eintragen (nur bei entsprechender großer Wichtigkeit). Für Beispiele siehe die schon vorhandenen Artikel.
Außerdem über die fünf zuletzt Verstorbenen, zu denen es einen ausreichend guten Artikel für eine Präsentation auf der Hauptseite gibt, nach der todesbedingten Überarbeitung der Artikel ggf. auch unter Wikipedia Diskussion:Hauptseite informieren und sie am besten auch in den anderen Wikipedia-Sprachversionen eintragen. Tipp: Regelmäßig bei news.google.de nach „ist tot“, „gestorben“ oder „verstorben“ suchen.
Wenn eine Person gestorben ist, gibt es viele Seiten zu dieser Person in der Wikipedia, die davon auch betroffen sind und entsprechend aktualisiert werden müssen. Beispiele: Namenübersichtsseite, Geburtsjahr, Geburtsort-Seiten und viele mehr.
Wie finde ich die betroffenen Seiten?
Im Suchfeld auf der linken Seite gibt man den Suchbegriff so ein: „Vorname Nachname“. Dann klickt man auf Volltext und alle Seiten mit entsprechendem Suchtext werden aufgerufen. Hier sieht man dann schnell, wo auch das Todesjahr Sinn macht oder sogar ein Teil des Artikels angepasst werden muss. Auch hilft das „Werkzeug“ auf der linken Seite sehr gut, um solche Seiten aufzufinden: „Links auf diese Seite“. Somit ist die Wikipedia wieder aktuell in allen Bereichen! Hinweis: bei Eintragung der Kategorie „Gestorben JAHR“ wird der Missbrauchsfilter 49 ausgelöst, was jedoch nicht schlimm ist. Siehe: Spezial:Missbrauchsfilter/49
Dies ist eine Liste von im Jahr 1957 verstorbenen bekannten Persönlichkeiten. Die Einträge erfolgen innerhalb der einzelnen Daten alphabetisch sortiert. Tiere sind im Nekrolog für Tiere zu finden.
Die Liste ist nach Quartalen aufgeteilt:
- Nekrolog 1. Quartal 1957: Januar, Februar und März
- Nekrolog 2. Quartal 1957: April, Mai und Juni
- Nekrolog 3. Quartal 1957: Juli, August und September
- Nekrolog 4. Quartal 1957: Oktober, November und Dezember

## Datum unbekannt
| Jesus Maria Acuña                                          | mexikanischer Pianist, Violinist, Dirigent, Musikpädagoge und Komponist                           |  |
| Auguste-Emile-Marie-Jean-Armand Baesens                    | belgischer Generalleutnant                                                                        |  |
| Enrique Baldivieso                                         | bolivianischer Politiker                                                                          |  |
| Karl Baumann                                               | deutscher Pädagoge, Didaktiker der Naturwissenschaften                                            |  |
| Hans Behal                                                 | österreichischer Schauspieler                                                                     |  |
| Willy Benz-Baenitz                                         | deutscher Kunstmaler                                                                              |  |
| Albert Bergholz                                            | deutscher Politiker (SPD), MdR                                                                    |  |
| David Berman                                               | US-amerikanischer Mafioso                                                                         |  |
| Paul Borchardt                                             | deutscher Spion und Geograph                                                                      |  |
| Werner Brand                                               | deutscher Bergassessor und Manager der deutschen Montanindustrie                                  |  |
| Earl Brewster                                              | US-amerikanischer Maler, Schriftsteller und Gelehrter                                             |  |
| Wilhelm Bröckel                                            | deutscher Bank- und Verbandsdirektor                                                              |  |
| Oldřich Buďárek                                            | tschechoslowakischer Skispringer                                                                  |  |
| Robert Carrick                                             | britisch-schwedischer Sportler und Fußballfunktionär                                              |  |
| Grace Mary Crowfoot                                        | Pionierin in der Erforschung archäologischer Textilien                                            |  |
| Chen Fake                                                  | chinesischer Kampfsportler, Meister des Chen-Stils der inneren Kampfkunst Taijiquan               |  |
| Curt Citron                                                | Reichsgerichtsrat                                                                                 |  |
| Alfred E. Cohn                                             | US-amerikanischer Kardiologe                                                                      |  |
| William Harrison Cowlishaw                                 | britischer Architekt                                                                              |  |
| Elsa von Corswant                                          | deutsche Malerin                                                                                  |  |
| Frederick George Creed                                     | kanadischer Erfinder von Telekommunikationsgeräten, Entwickler von SWATH-Schiffen                 |  |
| Bolesław Cybis                                             | polnisch-amerikanischer Maler, Bildhauer und Keramiker                                            |  |
| Leonard Davis                                              | US-amerikanischer Jazztrompeter                                                                   |  |
| Bernard Pierre Marie Thomas Ghislain de L’Escaille de Lier | belgischer Botschafter                                                                            |  |
| Fritz Delius                                               | deutscher Manager                                                                                 |  |
| Mustafa Arif Deymer                                        | osmanischer und türkischer Politiker                                                              |  |
| Marie Louise Dissard                                       | Mitglied der Résistance, half alliierten Soldaten bei der Flucht nach England                     |  |
| Kathleen Mary Drew-Baker                                   | britische Algologin                                                                               |  |
| Émile-Georges Drigny                                       | französischer Wasserballspieler und Sportfunktionär                                               |  |
| Salih Dschabr                                              | irakischer Politiker                                                                              |  |
| Margarita Alexandrowna Eichenwald                          | russisch-US-amerikanische Opernsängerin (Sopran) und Gesangspädagogin                             |  |
| Fritz Eisenlohr                                            | deutscher Baumwollfabrikant                                                                       |  |
| Abdulally Esoofally                                        | indischer Filmpionier                                                                             |  |
| Ivor Hugh Norman Evans                                     | britischer Anthropologe und Ethnograph                                                            |  |
| Wolmar Fellenius                                           | schwedischer Geotechniker                                                                         |  |
| Hermann Franz                                              | deutscher Lehrer                                                                                  |  |
| Cecilio Acosta Gadea                                       | venezolanischer Pianist, Komponist, Schriftsteller und Journalist                                 |  |
| Funakoshi Gichin                                           | japanischer Begründer des modernen Karatedō                                                       |  |
| Hans Geiselberger                                          | deutscher Druckereibesitzer und Verleger                                                          |  |
| Arnold Gerstl                                              | deutsch-britischer Maler und Grafiker                                                             |  |
| Hans Glück                                                 | deutscher SA-Führer                                                                               |  |
| Friedrich Grabowski                                        | deutscher rechtsgerichteter Aktivist und Publizist                                                |  |
| Vitorino de Carvalho Guimarães                             | portugiesischer Politiker, Premierminister von Portugal                                           |  |
| Heinz Heinrichs                                            | deutscher Landschaftsmaler der Düsseldorfer Schule                                                |  |
| Hans Hildenbrand                                           | deutscher Fotograf                                                                                |  |
| Frank Hodge                                                | englischer Badmintonspieler                                                                       |  |
| Friedrich Wilhelm Hollstein                                | deutscher Kunsthändler und Kunsthistoriker                                                        |  |
| Franz Hoser                                                | deutscher Bildhauer und Keramiker                                                                 |  |
| Georges Huisman                                            | französischer Politiker, Gründer der Internationalen Filmfestspiele von Cannes                    |  |
| Franz Leo Human                                            | österreichischer Komponist                                                                        |  |
| Emile Jeannin                                              | Flugpionier                                                                                       |  |
| Qasem Jo                                                   | afghanischer Musiker                                                                              |  |
| Eleanor Joachim                                            | neuseeländische Buchbinderin                                                                      |  |
| Reginald Keith Jopson                                      | britischer Botschafter                                                                            |  |
| Jakov Lazarevič Judelevskij                                | Philosoph, Revolutionär und Schriftsteller                                                        |  |
| Fritz Kaufmann                                             | deutscher Regisseur, Drehbuchautor, Kameramann, Filmproduzent, Produktionsleiter und Architekt    |  |
| Kawase Hasui                                               | japanischer Holzschneider und großen Meister des japanischen Holzschnitts der Shin-Hanga-Bewegung |  |
| Raymond Eller Kirk                                         | US-amerikanischer Chemiker                                                                        |  |
| Franz Klamminger                                           | österreichischer Politiker, Landtagsabgeordneter (Niederösterreich)                               |  |
| Erich Klinge                                               | deutscher Sportpädagoge                                                                           |  |
| Gustav Kowalewski                                          | deutscher Bergsteiger und Bergretter                                                              |  |
| Augustyn Krauze                                            | polnischer Bürgermeister und Stadtpräsident                                                       |  |
| Medardus Kruchen                                           | deutscher Landschafts- und Stilllebenmaler                                                        |  |
| Fernand Lamaze                                             | französischer Arzt und Geburtshelfer                                                              |  |
| Ernst Latzko                                               | österreichischer Jurist, Kapellmeister und Pianist                                                |  |
| Marthe Laurens                                             | französische Künstlerin                                                                           |  |
| Jules Lavigne                                              | belgischer Fußballspieler                                                                         |  |
| Otto Leverkus junior                                       | deutscher Chemieunternehmer                                                                       |  |
| Paul Linsmann                                              | deutscher Arzt und Inhaber der Paracelsus-Medaille                                                |  |
| Otto Lörke                                                 | deutscher Dressurreiter und -trainer                                                              |  |
| Otto Luhde                                                 | österreichischer Maler                                                                            |  |
| Richard Swann Lull                                         | US-amerikanischer Wirbeltier-Paläontologe                                                         |  |
| Husain Ahmad Madani                                        | politischer Aktivist und islamischer Gelehrter                                                    |  |
| John F. Mahoney                                            | US-amerikanischer Mediziner                                                                       |  |
| Johann Baptist Maier                                       | deutscher Gebrauchsgraphiker und Maler                                                            |  |
| Tom Mather                                                 | englischer Fußballspieler                                                                         |  |
| Fritz Matzies                                              | Landtagsabgeordneter und Memelländischer Politiker                                                |  |
| Jay McLean                                                 | US-amerikanischer Mediziner                                                                       |  |
| Karl Meyer                                                 | deutscher Politiker, MdL                                                                          |  |
| Wilhelm Meyer                                              | deutscher katholischer Priester und Gründer der Ordensgemeinschaft „Serviam“                      |  |
| Alfonso Michel Martínez                                    | mexikanischer Künstler                                                                            |  |
| Lucien Monod                                               | französischer Maler, Zeichner und Graphiker der Belle Époque und des Symbolismus                  |  |
| Ernst Morgan                                               | österreichischer Schauspieler, Sänger, Autor, Ausstatter und Kabarettist                          |  |
| Arthur Christopher Moule                                   | britischer anglikanischer Sinologe und Hochschullehrer                                            |  |
| Hans Mühsam                                                | Mediziner und Zionist                                                                             |  |
| Mordechai Narkiss                                          | israelischer Kunsthistoriker                                                                      |  |
| Josef Neuhierl                                             | deutscher Handwerker und Unternehmensgründer                                                      |  |
| Egerton Herbert Norman                                     | kanadischer Japanologe, Diplomat, Opfer der McCarthy-Ära                                          |  |
| Josef Oberboersch                                          | deutscher Maler                                                                                   |  |
| De Lacy O’Leary                                            | britischer Arabist und Semitist                                                                   |  |
| Ignaz Pamer                                                | österreichischer Polizist, Polizeipräsident von Wien                                              |  |
| Porfírio Pardal Monteiro                                   | portugiesischer Architekt                                                                         |  |
| Panajot Plaku                                              | albanischer kommunistischer Politiker und General                                                 |  |
| Iwan Poltawez-Ostrjanyzja                                  | ukrainischer Politiker und Kosakenführer                                                          |  |
| Alfonso Pruneda García                                     | mexikanischer Mediziner und Rektor der Universidad Nacional de México                             |  |
| Franz Quadflieg                                            | deutscher Politiker (NSDAP), MdR                                                                  |  |
| Wassili Nikiforowitsch Ralzewitsch                         | sowjetischer Philosoph                                                                            |  |
| Abane Ramdane                                              | algerischer Politiker                                                                             |  |
| Sarra Naumowna Rawitsch                                    | russische Revolutionärin                                                                          |  |
| Ernst Reitter                                              | österreichischer Sänger und Filmschauspieler                                                      |  |
| Gerhard Riebicke                                           | deutscher Fotograf                                                                                |  |
| Oskar Rieß                                                 | deutscher Politiker und Oberbürgermeister                                                         |  |
| Laurence Milner Robinson                                   | britischer Diplomat                                                                               |  |
| Josep Rocabruna i Valdivieso                               | katalanischer klassischer Violinist und Musikpädagoge                                             |  |
| Jay Rumney                                                 | britischer Soziologe und Kriminologe                                                              |  |
| Max Schach                                                 | Journalist und Filmproduzent                                                                      |  |
| Burkhardt Schilling                                        | deutscher Pädagoge                                                                                |  |
| Ignaz Schön                                                | deutscher Jurist und Kommunalpolitiker                                                            |  |
| Clemens Schürmann                                          | deutscher Radrennfahrer und Architekt                                                             |  |
| Heinrich M. Schwarz                                        | deutscher Kunsthistoriker und Fotograf                                                            |  |
| Hannah Sen                                                 | indische Frauenrechtlerin                                                                         |  |
| Silvio Sericano                                            | italienischer Geistlicher und Diplomat                                                            |  |
| Clifford Robe Shaw                                         | US-amerikanischer Soziologe und Kriminologe                                                       |  |
| Gordon Smallacombe                                         | kanadischer Dreispringer                                                                          |  |
| Fritz Spannagel                                            | deutscher Architekt, Hochschullehrer und Autor von Fachbüchern                                    |  |
| Otto Spinzig                                               | deutscher Bergbeamter, Montanindustrieller und Parlamentarier                                     |  |
| Gerhard Titze                                              | deutscher Politiker (SPD)                                                                         |  |
| Aron Naumowitsch Trainin                                   | sowjetischer Jurist, Mitunterzeichner des Londoner Viermächte-Abkommens                           |  |
| Friedrich Trözmüller                                       | österreichischer Erfinder                                                                         |  |
| Herman Gustaf Turitz                                       | schwedischer Einzelhandelsunternehmer                                                             |  |
| Hans Jørgen Uldall                                         | dänischer Linguist und Begründer der Glossematik                                                  |  |
| David Unreich                                              | tschechoslowakischer Ringer                                                                       |  |
| Werner Vogel                                               | deutscher Maler                                                                                   |  |
| John Jack Vrieslander                                      | deutscher Grafiker und Buchillustrator                                                            |  |
| Sofja Warsar                                               | russische bzw. sowjetische Astronomin                                                             |  |
| Boris Wasow                                                | bulgarischer Politiker                                                                            |  |
| Georg Weicker                                              | deutscher Klassischer Archäologe, Altphilologe und Gymnasiallehrer                                |  |
| Walter Perceval Yetts                                      | britischer Mediziner, Kunsthistoriker und Fotosammler                                             |  |